# Muhammad Siddik
Muhammad Muhammad Siddik (arab. محمد محمد صديق) – egipski zapaśnik walczący w stylu klasycznym. Wicemistrz Afryki w 2010 i trzeci w 2012. Mistrz arabski w 2014 roku.